# Cyclarhis gujanensis
Cyclarhis gujanensis là một loài chim trong họ Vireonidae.

## Hình ảnh

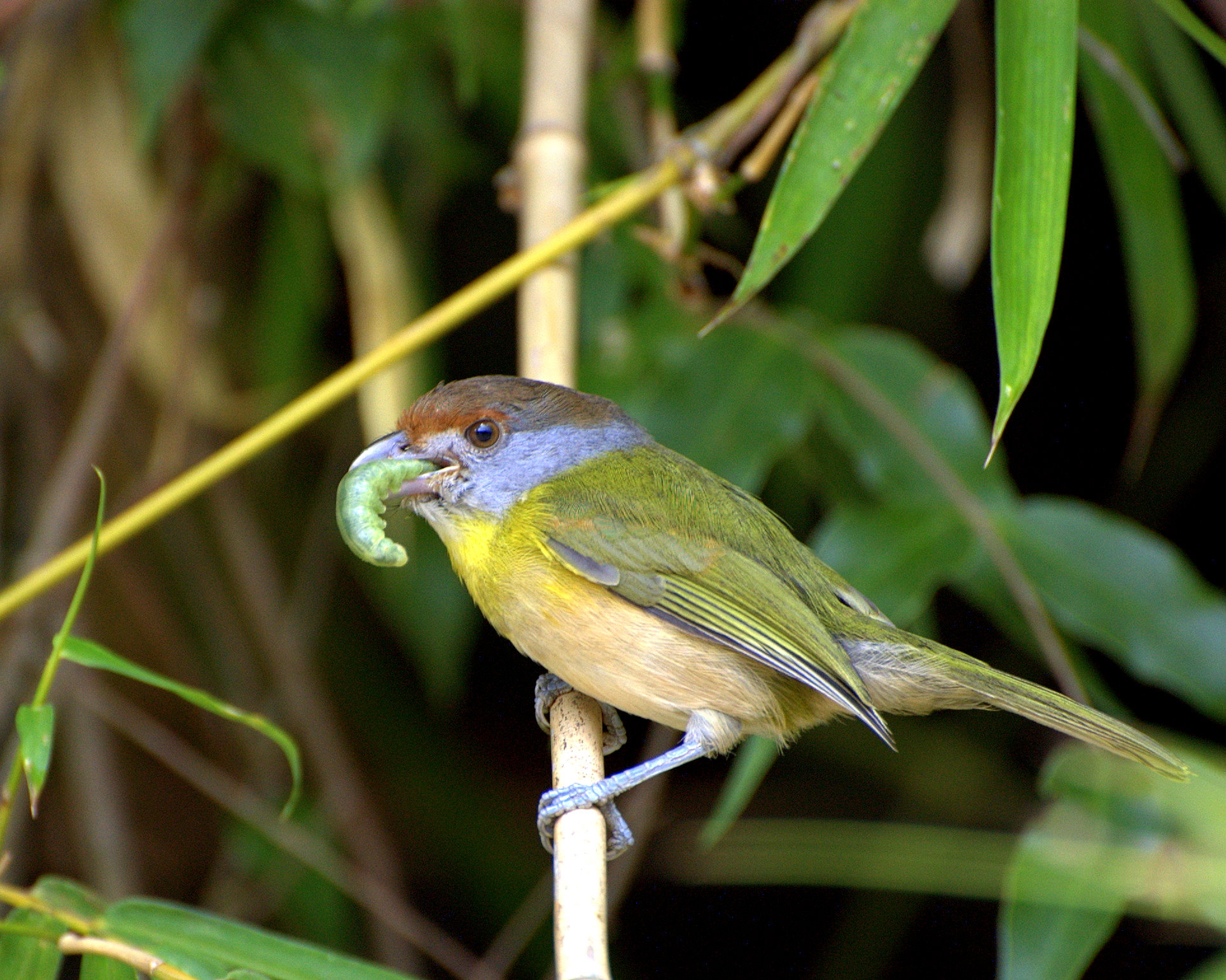
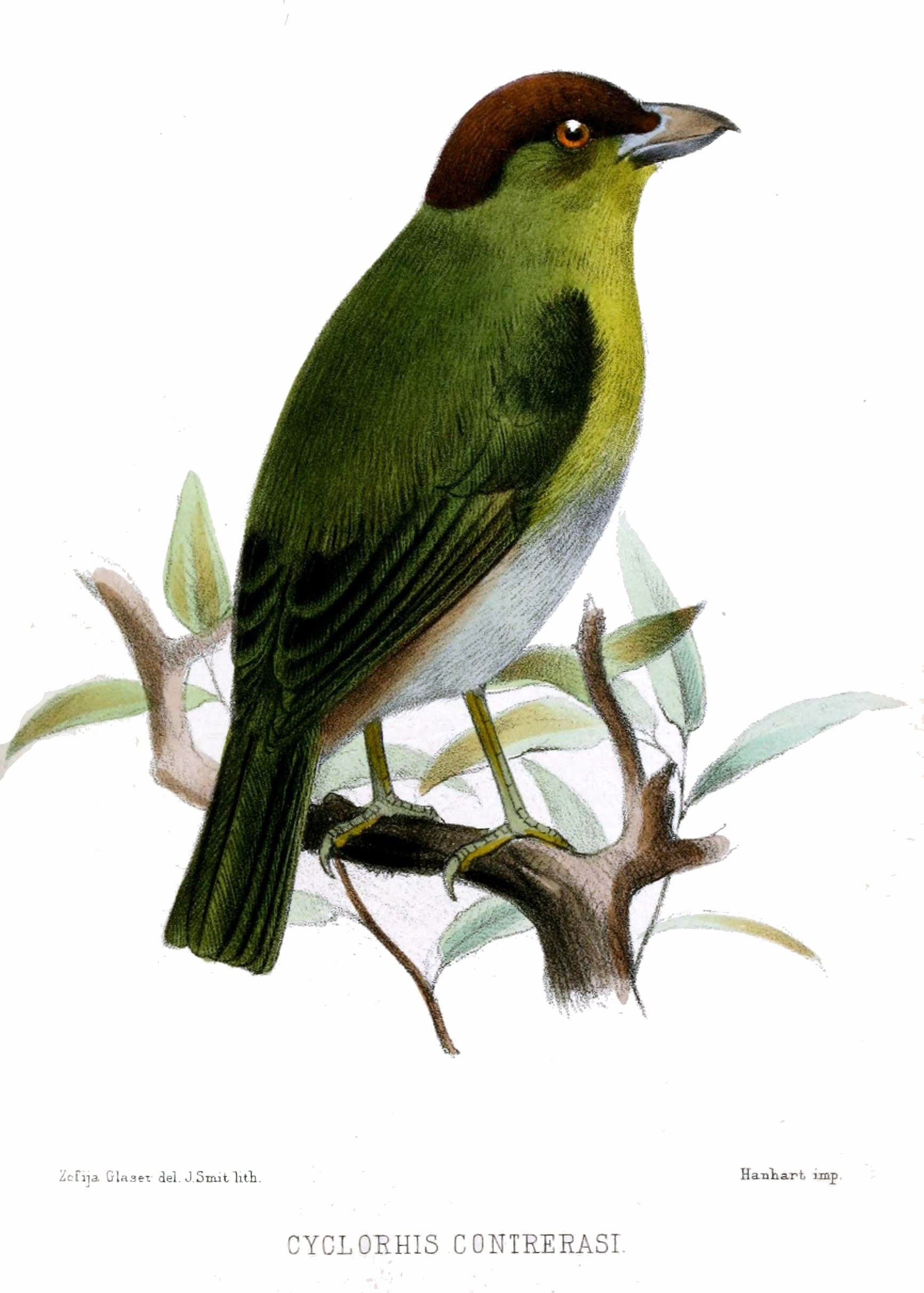
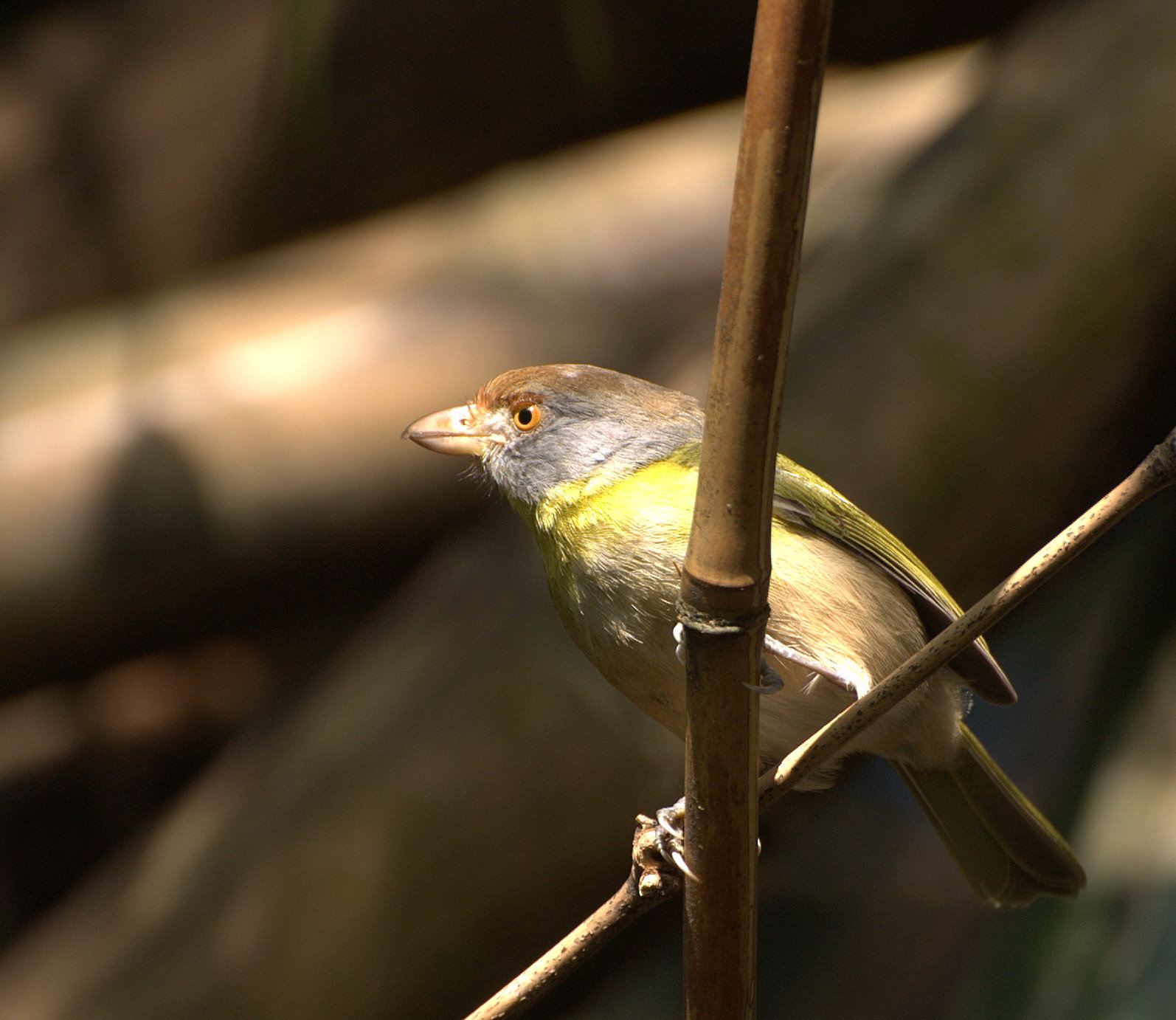